# Transfinita tal
De transfinita talen är en sorts generalisering av de naturliga talen i syfte att kunna bestämma storleken hos oändliga mängder. Teorin om transfinita tal introducerades 1874 av den tyske matematikern Georg Cantor. 
För att förstå tankegångarna bakom hur man räknar med oändliga mängder kan man ta Hilberts hotell som ett exempel. Hilberts första exempel är att en gäst flyttar in i ett fullsatt hotell med oändligt antal rum. Detta representeras då av {\displaystyle T+1}, där T är en oändlig mängd. I Hilberts andra exempel flyttar oändligt många gäster in i hotellet vilket då representeras av {\displaystyle T+T}. I båda exemplen får alla gäster plats vilket leder till slutsatsen att {\displaystyle T+1=T} och att {\displaystyle T+T=T}.
Det Cantor säger då är att det ska finnas en oändlig mängd M större än den oändliga mängden T vilket leder till att mängden M inte får plats i Hilberts hotell.

## Historia
Den tyske matematikern Georg Cantor introducerade 1874 teorin om transfinita tal. Cantor accepterade att det fanns mängder och tal som var faktiskt oändliga och inte bara potentiellt oändliga. Han ansåg även att det kunde finnas olika oändligheter som var olika stora som han kom att kalla transfinita tal. I de transfinita talen ingår inte faktisk oändlighet då Cantor ansåg att denna var omöjlig att beskriva.
Cantor gjorde antagandet att det fanns ett tal som var oändligt, men ändå det minsta talet som var större än alla ändliga tal. Detta tal fick heta {\displaystyle \omega }, den grekiska bokstaven omega. Han definierade därefter de transfinita talen {\displaystyle \omega +1,\omega +2,...,2\omega ,...,\omega ^{2},...,\omega ^{\omega }}, vilket gav honom oändligt många oändliga tal. Cantor gick snart vidare med att undersöka kardinaliteten av oändliga mängder. Till en början använde han sig av {\displaystyle \omega } och ∞ för sina undersökningar, men bestämde sig för att de transfinita kardinaltalen behövde en egen symbol. Han valde den hebreiska bokstaven {\displaystyle \scriptstyle {\aleph }} (alef).
Hans teori om transfinita tal och oändligheter mötte motstånd av dåtidens matematiker som var obekväma med tanken på en faktiskt oändlighet och att det skulle finnas oändligheter som var olika stora. Hans teori välkomnades däremot av påven Leo XIII och den tyske prästen Constantin Gutberlet. Gutberlet trodde att förståelse för en faktisk oändlighet kunde hjälpa troende att komma nära det gudomliga. Georg Cantor var själv troende och när matematiker ifrågasatte honom brukade han säga att Gud själv hade visat honom existensen av de transfinita talen, och att han visste att de var äkta eftersom Gud sagt det till honom.
Idag anses teorin om de transfinita talen vara acceptered även om den fortfarande är svår att förstå.

## Definition
Det finns två sätt att tänka sig transfinita tal, som ett ordinaltal eller ett kardinaltal.
- {\displaystyle \omega } (omega) är definierad som det minsta transfinita ordinaltalet, där {\displaystyle \omega } är den oändliga mängden av alla naturliga tal. Mängden av transfinita ordinaltal som är större än {\displaystyle \omega } är oändlig.

- {\displaystyle \scriptstyle {\aleph _{0}}} (alef-noll) är definierad som det minsta transfinita kardinaltalet, där {\displaystyle \scriptstyle {\aleph _{0}}} är kardinaliteten av alla uppräkneliga mängder (till exempel naturliga tal och heltal). De transfinita talen följer i storleksordning {\displaystyle \scriptstyle {\aleph _{0},\aleph _{1},\aleph _{2}},...,\aleph _{\omega }}.

Om m är ett transfinit kardinaltal, så finns det en oändlig mängd A sådan att kardinaliteten av A är m
- m + 1 = m
- {\displaystyle \scriptstyle {\aleph _{0}}\leq } m
- så finns det ett kardinaltal n så att {\displaystyle \scriptstyle {\aleph _{0}}} + n = m

Enligt den oavgörbara kontinuumhypotesen existerar det inga tal mellan {\displaystyle \scriptstyle {\aleph _{0}}} och c (mängden för alla reella tal och kardinaliteten för Kontinuum), och då {\displaystyle c>\scriptstyle {\aleph _{0}}} så är således {\displaystyle c=\scriptstyle {\aleph _{1}}}. 
{\displaystyle \scriptstyle {\aleph _{2}}} är den oändliga mängden av alla kontinuerliga och okontinuerliga funktioner på en reell linje.

## Räkneregler
Exemplen av Hilberts hotell från inledning skrivs på följande sätt:
- Ex 1 ({\displaystyle T+1}, där T är en oändlig mängd): {\displaystyle \aleph _{0}+1=\aleph _{0}}
- Ex 2 ({\displaystyle T+T}, där T är en oändlig mängd): {\displaystyle \aleph _{0}+\aleph _{0}=\aleph _{0}}
- Ex 3 ({\displaystyle M+T}, där T är en oändlig mängd och M > T): {\displaystyle \aleph _{n}+\aleph _{0}=\aleph _{n}}, {\displaystyle \forall n\in \mathbb {N} }.

- {\displaystyle \aleph _{n}+\aleph _{n}=\aleph _{n},\forall n\in \mathbb {N} }
- {\displaystyle \aleph _{n}*\aleph _{n}=\aleph _{n},\forall n\in \mathbb {N} }
- {\displaystyle \aleph _{n}+\aleph _{n+1}=\aleph _{n+1},\forall n\in \mathbb {N} }
- {\displaystyle \aleph _{n}*a=\aleph _{n},\forall n,a\in \mathbb {N} }
- {\displaystyle \aleph _{n}^{a}=\aleph _{n},\forall n,a\in \mathbb {N} }
- {\displaystyle 2^{\aleph _{n}}=\aleph _{n+1},\forall n\in \mathbb {N} }
- {\displaystyle \aleph _{n}+f=\aleph _{n},\forall n\in \mathbb {N} }, där f är en ändlig mängd.